# Karol Juliusz Minter

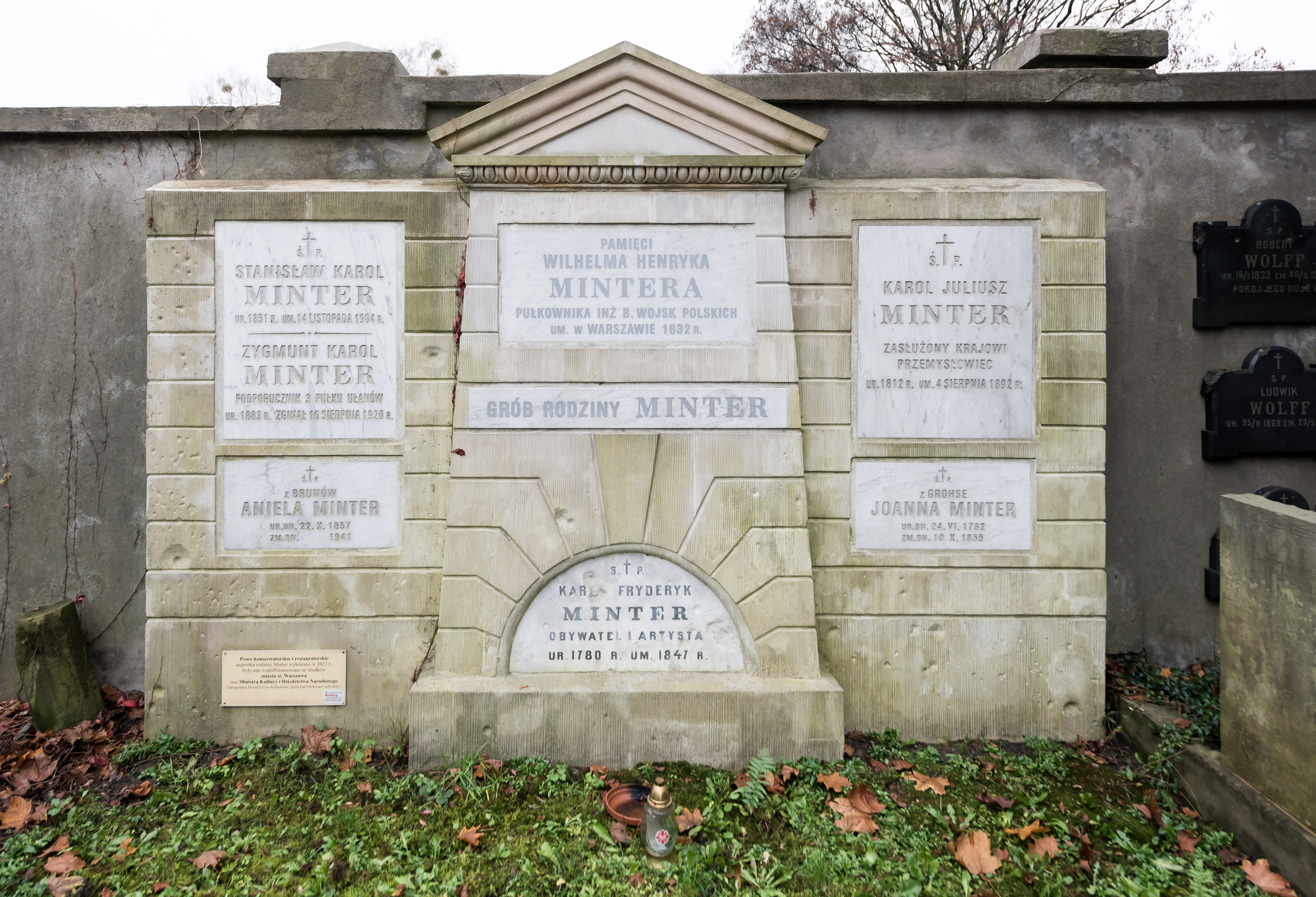
Grobowiec Minterów na cmentarzu ewangelicko-augsburskim w Warszawie

Karol Juliusz Minter (ur. 1812 w Berlinie, zm. 4 sierpnia 1892 w Gołoszycach) – przemysłowiec warszawski.

## Życiorys
Rdzennie niemiecka, pochodząca ze Szczecina ewangelicka rodzina Minterów osiedliła się w Warszawie za czasów panowania pruskiego po III rozbiorze w osobie Wilhelma Henryka, wojskowego pruskiego i polskiego. Wilhelm Henryk ściągnął do Warszawy młodszego brata Karola Fryderyka, malarza i litografa żonatego z Joanną Julianą Grohse (1782–1855). Karol Juliusz był ich synem.
Po nauce w Liceum Warszawskiem Minter uczęszczał przez jakiś czas do warszawskiego Instytutu Politechnicznego, który po powstaniu listopadowym został zamknięty przez władze carskie. W roku 1835 przejął założony przez ojca zakład odlewniczy, produkujący metalową galanterię użytkową i artystyczną. Firma wyspecjalizowała się w produkcji medali z podobiznami i statuetek wybitnych Polaków, projektowanych przez sławnych rzeźbiarzy, jak Jakub Tatarkiewicz, Henryk Stattler i innych. W latach 1854–1855 wykonała także odlewy rzeźb dla wodociągu Henryka Marconiego, m.in. Syreny na Rynku Starego Miasta i trytonów w sadzawce otaczającej kolumnę Zygmunta.
Po upadku powstania styczniowego nastąpiły restrykcje władz carskich i Minter przestawił fabrykę na produkcję emaliowanych i cynowych naczyń kuchennych. W 1881 sprzedał fabrykę warszawskim zakładom Wulkan S.A. i osiedlił się w zakupionym ok. 1870 majątku Gołoszyce koło Opatowa, gdzie zmarł w 1892 r. Zwłoki przewieziono do Warszawy i pochowano na cmentarzu ewangelicko-augsburskim (aleja F nr 44).

## Życie prywatne
W 1836 poślubił Ludwikę z Czarneckich, z którą miał czworo dzieci: Zofię, Karola Ludwika, Ludwikę i Stanisława Karola. Ostatnim z rodu był syn Stanisława Karola, Zygmunt Karol (1883–1920), podporucznik 3 Pułku Ułanów Śląskich, kawaler orderu Virtuti Militari.